# Liste der Countys in North Dakota

Bevölkerungskarte

Der US-amerikanische Bundesstaat North Dakota ist in 53 Countys unterteilt.
Die offizielle Abkürzung von North Dakota lautet ND, der FIPS-Code ist 38. Der FIPS-Code jedes einzelnen Countys beginnt also stets mit 38, an die die in der Tabelle für jedes County genannte dreistellige Zahl angehängt wird.
Die in der Tabelle angegebenen Einwohnerzahlen basieren auf den Ergebnissen der Volkszählung im Jahr 2010.
| County        | FIPS-Code | County Seat  | Gründung | Ursprung                                                           | Namensherkunft | Einwohner 2010 | Fläche   | Karte |
| ------------- | --------- | ------------ | -------- | ------------------------------------------------------------------ | --- | -------------- | -------- | ----- |
| Adams         | 001       | Hettinger    | 1907     | Stark County                                                       | John Quincy Adams – Eisenbahnagent der Milwaukee Road und Verwandter des gleichnamigen US-Präsidenten                                                   | 2343           | 2561 km² |       |
| Barnes        | 003       | Valley City  | 1873     | Cass County                                                        | Alanson H. Barnes – Richter im Dakota-Territorium | 11.066         | 3919 km² |       |
| Benson        | 005       | Minnewaukan  | 1883     | Ramsey County                                                      | Bertil W. Benson – Abgeordneter der gesetzgebenden Versammlung des Dakota-Territoriums                                                                  | 6660           | 3728 km² |       |
| Billings      | 007       | Medora       | 1879     | Dakota-Territorium                                                 | Frederick H. Billings (1823–1890) – Präsident der Northern Pacific Railway                                                                              | 783            | 2987 km² |       |
| Bottineau     | 009       | Bottineau    | 1873     | Dakota-Territorium                                                 | Pierre Bottineau (1817–1895) – Grenzer und Pionier der Gegend                                                                                           | 6429           | 4397 km² |       |
| Bowman        | 011       | Bowman       | 1883     | Billings County                                                    | Edward M. Bowman – Abgeordneter der gesetzgebenden Versammlung des Dakota-Territoriums                                                                  | 3151           | 3022 km² |       |
| Burke         | 013       | Bowbells     | 1910     | Ward County                                                        | John Burke (1859–1937) – zehnter Gouverneur von North Dakota (1907–1913)                                                                                | 1968           | 2925 km² |       |
| Burleigh      | 015       | Bismarck     | 1873     | Buffalo County                                                     | Walter A. Burleigh (1820–1896) – von 1865 bis 1869 Abgeordneter des US-Repräsentantenhauses                                                             | 81.308         | 4320 km² |       |
| Cass          | 017       | Fargo        | 1873     | Dakota-Territorium                                                 | George Washington Cass (1810–1888) – Präsident der Northern Pacific Railway                                                                             | 149.778        | 4579 km² |       |
| Cavalier      | 019       | Langdon      | 1873     | Pembina County                                                     | Charles Cavalier – französischer Pelzjäger und einer der ersten weißen Siedler in der Gegend                                                            | 3993           | 3911 km² |       |
| Dickey        | 021       | Ellendale    | 1881     | La Moure County                                                    | George H. Dickey (1858–1923) – Abgeordneter der gesetzgebenden Versammlung des Dakota-Territoriums                                                      | 5289           | 2957 km² |       |
| Divide        | 023       | Crosby       | 1910     | Williams County                                                    | Benannt nach dem Zustand der Teilung vom Williams County                                                                                                | 2071           | 3352 km² |       |
| Dunn          | 025       | Manning      | 1883     | Starner County und Mercer County                                   | John P. Dunn – Geschäftsmann aus Bismarck | 3536           | 5393 km² |       |
| Eddy          | 027       | New Rockford | 1885     | Foster County                                                      | Ezra B. Eddy – Bankier aus Fargo | 2385           | 1889 km² |       |
| Emmons        | 029       | Linton       | 1879     | Burleigh County und Campbell County (SD)                           | James Emmons – Unternehmer, betrieb in Bismarck das erste Dampfschiff auf dem Missouri                                                                  | 3550           | 4027 km² |       |
| Foster        | 031       | Carrington   | 1873     | Pembina County                                                     | Die Brüder James S. und George I. Foster – damals prominente Bürger im Dakota-Territorium                                                               | 3343           | 1675 km² |       |
| Golden Valley | 033       | Beach        | 1912     | Billings County                                                    | Golden Valley Land and Cattle Company | 1680           | 2596 km² |       |
| Grand Forks   | 035       | Grand Forks  | 1873     | Pembina County                                                     | Die Stadt Grand Forks, die gegenüber der Mündung des Red Lake River in den Red River of the North liegt                                                 | 66.861         | 3729 km² |       |
| Grant         | 037       | Carson       | 1916     | Morton County                                                      | Ulysses S. Grant (1822–1885) – Oberbefehlshaber der Unionstruppen im Bürgerkrieg und von 1869 bis 1877 18. US-Präsident                                 | 2394           | 4315 km² |       |
| Griggs        | 039       | Cooperstown  | 1881     | Foster County, Burbank County und Traill County                    | Alexander Griggs (1838–1903) – Kapitän eines Dampfschiffes und Gründer der Stadt Grand Forks                                                            | 2420           | 2957 km² |       |
| Hettinger     | 041       | Mott         | 1883     | Stark County                                                       | Mathias K. Hettinger (1810–1890) – Schwiegervater des Abgeordneten Erastus A. Williams                                                                  | 2477           | 2936 km² |       |
| Kidder        | 043       | Steele       | 1873     | Buffalo County                                                     | Jefferson P. Kidder (1815–1883) – 17. Vizegouverneur von Vermont und von 1875 bis 1879 nicht stimmberechtigter Abgeordneter des US-Repräsentantenhauses | 2435           | 3712 km² |       |
| LaMoure       | 045       | LaMoure      | 1873     | Pembina County                                                     | Judson LaMoure (1839–1918) – Abgeordneter der gesetzgebenden Versammlung des Dakota-Territoriums und des Repräsentantenhauses von North Dakota          | 4139           | 2981 km² |       |
| Logan         | 047       | Napoleon     | 1873     | Buffalo County                                                     | John A. Logan (1826–1886) – General der Unionstruppen im Bürgerkrieg und von 1871 bis 1877 US-Senator von Illinois                                      | 1990           | 2619 km² |       |
| McHenry       | 049       | Towner       | 1873     | Buffalo County                                                     | James McHenry – einer der frühesten weißen Siedler der Gegend                                                                                           | 5395           | 4951 km² |       |
| McIntosh      | 051       | Ashley       | 1883     | Logan County                                                       | Edward H. McIntosh – Abgeordneter der gesetzgebenden Versammlung des Dakota-Territoriums                                                                | 2809           | 2577 km² |       |
| McKenzie      | 053       | Watford City | 1905     | Stark County                                                       | Alexander McKenzie (1851–1922) – Politiker in North Dakota                                                                                              | 6360           | 7410 km² |       |
| McLean        | 055       | Washburn     | 1883     | Dakota-Territorium                                                 | John A. McLean – erster Bürgermeister von Bismarck | 8962           | 6030 km² |       |
| Mercer        | 057       | Stanton      | 1875     | Dakota-Territorium                                                 | William Henry Harrison Mercer – früher weißer Siedler der Gegend                                                                                        | 8424           | 2881 km² |       |
| Morton        | 059       | Mandan       | 1873     | Dakota-Territorium                                                 | Oliver P. Morton (1823–1877) – 14. Gouverneur von Indiana (1861–1867)                                                                                   | 27.471         | 5038 km² |       |
| Mountrail     | 061       | Stanley      | 1873     | Ward County                                                        | Joseph Mountraille – aus Kanada stammender früher Entdecker der Region                                                                                  | 7673           | 5027 km² |       |
| Nelson        | 063       | Lakota       | 1883     | Foster County und Grand Forks County                               | Nelson E. Nelson – Abgeordneter der gesetzgebenden Versammlung des Dakota-Territoriums                                                                  | 3126           | 2613 km² |       |
| Oliver        | 065       | Center       | 1885     | Mercer County                                                      | Harry S. Oliver – Abgeordneter der gesetzgebenden Versammlung des Dakota-Territoriums                                                                   | 1846           | 1894 km² |       |
| Pembina       | 067       | Cavalier     | 1867     | Indianerland                                                       | anepeminan sipi – Wort aus der Ojibwa-Sprache für Moosbeeren                                                                                            | 7413           | 2905 km² |       |
| Pierce        | 069       | Rugby        | 1887     | DeSmet County, Bottineau County, McHenry County und Rolette County | Gilbert A. Pierce (1839–1901) – Gouverneur des Dakota-Territoriums (1884–1887) und späterer US-Senator (1889–1889)                                      | 4357           | 2803 km² |       |
| Ramsey        | 071       | Devils Lake  | 1873     | Pembina County                                                     | Alexander Ramsey (1815–1903) – Gouverneur von Minnesota (1860–1863), US-Senator (1863–1875) und Kriegsminister (1879–1881)                              | 11.451         | 3369 km² |       |
| Ransom        | 073       | Lisbon       | 1873     | Pembina County                                                     | Fort Ransom | 5457           | 2238 km² |       |
| Renville      | 075       | Mohall       | 1873     | Ward County                                                        | Joseph Renville (1779–1846) – Dolmetscher und Übersetzer der Dakota-Sprache                                                                             | 2470           | 2310 km² |       |
| Richland      | 077       | Wahpeton     | 1873     | Pembina County                                                     | Morgan T. Rich – früher Siedler der Gegend | 16.321         | 3744 km² |       |
| Rolette       | 079       | Rolla        | 1873     | Buffalo County                                                     | Joseph Rolette, Jr. (1820–1871) – Trapper und Lokalpolitiker                                                                                            | 13.937         | 2433 km² |       |
| Sargent       | 081       | Forman       | 1883     | Ransom County                                                      | Homer E. Sargent – Manager der Northern Pacific Railroad                                                                                                | 3829           | 2246 km² |       |
| Sheridan      | 083       | McClusky     | 1873     | McLean County                                                      | Philip Sheridan (1831–1888) – General der Unionstruppen im Bürgerkrieg sowie in späteren Indianerkriegen                                                | 1321           | 2605 km² |       |
| Sioux         | 085       | Fort Yates   | 1915     | Standing Rock Reservation                                          | Indianervolk der Sioux | 4153           | 2922 km² |       |
| Slope         | 087       | Amidon       | 1915     | Billings County                                                    | Missouri Slope – ein Gebiet westlich des Missouri | 727            | 3158 km² |       |
| Stark         | 089       | Dickinson    | 1879     | Dakota-Territorium                                                 | George Stark – Vizepräsident der Northern Pacific Railway                                                                                               | 24.199         | 3472 km² |       |
| Steele        | 091       | Finley       | 1883     | Traill County und Griggs County                                    | Edward H. Steele – Finanzmanager der Red River Land Company                                                                                             | 1975           | 1853 km² |       |
| Stutsman      | 093       | Jamestown    | 1873     | Pembina County                                                     | Enos Stutsman – Abgeordneter der gesetzgebenden Versammlung des Dakota-Territoriums                                                                     | 21.100         | 5952 km² |       |
| Towner        | 095       | Cando        | 1883     | Rolette County und Cavalier County                                 | Oscar M. Towner – Abgeordneter der gesetzgebenden Versammlung des Dakota-Territoriums                                                                   | 2246           | 2544 km² |       |
| Traill        | 097       | Hillsboro    | 1875     | Grand Forks County, Burbank County und Cass County                 | Walter John Strickland Traill – früher Siedler der Gegend                                                                                               | 8121           | 2235 km² |       |
| Walsh         | 099       | Grafton      | 1881     | Grand Forks County                                                 | George H. Walsh (1868–1913) – Siedler in dieser Gegend und späterer Herausgeber einer Zeitung in Grand Forks                                            | 11.119         | 3352 km² |       |
| Ward          | 101       | Minot        | 1885     | Bottineau County, Renville County (1873) und Stevens County (1873) | Mark Ward (1844–1902) – Abgeordneter der gesetzgebenden Versammlung des Dakota-Territoriums                                                             | 61.675         | 5326 km² |       |
| Wells         | 103       | Fessenden    | 1881     | umbenannt von Gringras County                                      | Edward Payson Wells – Abgeordneter der gesetzgebenden Versammlung des Dakota-Territoriums                                                               | 4207           | 3343 km² |       |
| Williams      | 105       | Williston    | 1890     | Dakota-Territorium                                                 | Erastus Appelman Williams – Abgeordneter der gesetzgebenden Versammlung des Dakota-Territoriums                                                         | 22.398         | 5563 km² |       |